# Pseudoperma patruelis
Pseudoperma patruelis är en skalbaggsart som först beskrevs av Stefan von Breuning 1940.  Pseudoperma patruelis ingår i släktet Pseudoperma och familjen långhorningar. Inga underarter finns listade i Catalogue of Life.